# Vanessa
Vanessa ist ein weiblicher Vorname.

## Herkunft und Bedeutung
Der Name Vanessa geht auf den Schriftsteller Jonathan Swift zurück. Swift verwendete ihn als Pseudonym für seine langjährige heimliche Geliebte Esther Vanhomrigh. Den Namen bildete er dabei aus der ersten Silbe von Vanhomrighs Familiennamen und der Koseform Essa (laut anderen Angaben Esse) ihres Vornamens. Als weitere Möglichkeit der Namensherkunft wird teilweise die griechische Gottheit Phanessa angeführt. Die Existenz einer Göttin mit diesem Namen in der griechischen Mythologie ist allerdings nicht eindeutig belegt; eventuell war diese Gottheit nur von lokaler Bedeutung, möglich erscheint aber auch eine weibliche Form von Phanes.
Erstmals veröffentlicht wurde der Name 1726 in Swifts autobiografischem Gedicht Cadenus and Vanessa. Dieses hatte Swift bereits 1713 verfasst, hielt es aber bis drei Jahre nach dem Tod seiner Geliebten unter Verschluss.
Im deutschsprachigen Raum verbreitete sich der Name ab den späten 1960er Jahren, vor allem durch die Popularität der britischen Schauspielerin Vanessa Redgrave.

## Varianten

### Kurzform
- Ness, Nessa, Nessi, Nessy, Nanni
- Vani, Vany, Vane,[3] Vanna, Vanne

### Internationale Schreibweisen
- kroatisch: Vanesa, Vanessa (auch im Serbischen und anderen südslawischen Sprachen)
- polnisch: Wanesa, Wanessa
- slowakisch: Vanesa
- spanisch: Vanesa
- tschechisch: Vanesa
- ungarisch: Vanessza

## Namenstag
- 25. Februar[4]

## Bekannte Namensträgerinnen

### A
- Vanessa Aab (* 1983), deutsch-südafrikanische Filmemacherin, Filmwissenschaftlerin und Medienpädagogin
- Vanessa Agbortabi (* 1998), deutsche Volleyballspielerin
- Vanessa Albus (* 1972), deutsche Philosophin
- Vanessa Amorosi (* 1981), australische Sängerin
- Vanessa Angel (* 1966), britische Schauspielerin und Model
- Vanessa Atkinson (* 1976), englisch-niederländische Squashspielerin

### B
- Vanessa Baden Kelly (* 1985), US-amerikanische Schauspielerin und Drehbuchautorin
- Vanessa Bauche (* 1973), mexikanische Schauspielerin und Filmproduzentin
- Vanessa Baudzus (* 1978), deutsche Fußballspielerin
- Vanessa Bayer (* 1981), US-amerikanische Komikerin und Schauspielerin
- Vanessa Beecroft (* 1969), italienische Performance-Künstlerin
- Vanessa Bell (1879–1961), englische Malerin und Innenarchitektin
- Vanessa Benelli Mosell (* 1987), italienische klassische Pianistin
- Vanessa Bernauer (* 1988), Schweizer Fußballspielerin
- Vanessa Blue (* 1974), US-amerikanische Pornodarstellerin
- Vanessa Blumhagen (* 1977), deutsche Journalistin
- Vanessa Boubryemm (* 1982), französische Ringerin
- Vanessa Branch (* 1973), US-amerikanisch-britische Schauspielerin
- Vanessa Braun (* 1998), deutsche Leichtathletin
- Vanessa Brown (1928–1999), US-amerikanische Schauspielerin
- Vanessa Bürki (* 1986), Schweizer Fußballspielerin
- Vanessa Burns, kanadische Schauspielerin, Produzentin und Drehbuchautorin
- Vanessa Busse (1980–2017), deutsche Autorin und Sängerin

### C
- Vanessa Calcagno (* 1985), luxemburgische Sängerin italienischer Abstammung
- Vanessa Bell Calloway (* 1957), US-amerikanische Schauspielerin
- Vanessa Carlton (* 1980), US-amerikanische Sängerin und Pianistin
- Vanessa Lee Chester (* 1984), US-amerikanische Schauspielerin
- Vanessa Chinitor (* 1976), belgische Sängerin
- Vanessa Chu (* 1994), Hongkonger Squashspielerin
- Vanessa Collingridge (* 1968), britische Autorin und Hörfunksprecherin
- Vanessa Czapla (* 1987), deutsche Schauspielerin und Synchronsprecherin

### D
- Vanessa D’Ambrosio (* 1988), san-marinesische Politikerin
- Vanessa Daun (* 1974), deutsche Theaterschauspielerin
- Vanessa Jean Dedmon (* 1987), deutsche Sängerin
- Vanessa Demouy (* 1973), französische Schauspielerin und Musikerin
- Vanessa DiBernardo (* 1992), US-amerikanische Fußballspielerin
- Vanessa Duriès (1972–1993), französische Schriftstellerin

### E
- Vanessa Eckart (* 1987), deutsche Schauspielerin und Synchronsprecherin
- Vanessa Eichholz (* 1989), deutsche Schauspielerin
- Vanessa Lee Evigan (* 1981), US-amerikanische Schauspielerin

### F
- Vanessa Ferlito (* 1980), US-amerikanische Schauspielerin
- Vanessa Fernandes (* 1985), portugiesische Triathletin
- Vanessa Ferrari (* 1990), italienische Turnerin
- Vanessa Fischer (* 1997), deutsche Fußballspielerin
- Vanessa Fischer (* 1998), deutsche Fußballspielerin
- Vanessa Frazier (* 1969), maltesische Diplomatin
- Vanessa Fuchs (* 1996), deutsches Model
- Vanessa Fudalla (* 2001), deutsche Fußballspielerin
- Vanessa Fürst (* 2001), deutsche Fußballspielerin

### G
- Vanessa Giangrasso (* 1990), italienische Fußballspielerin
- Vanessa Giácomo (* 1983), brasilianische Schauspielerin
- Vanessa Glinka (* 1977), deutsche Schauspielerin
- Vanessa Gomes (* 1987), portugiesische Fußballschiedsrichterassistentin
- Vanessa Grimberg (* 1993), deutsche Schwimmerin
- Vanessa Grimm (* 1997), deutsche Leichtathletin
- Vanessa Gronemann (* 1989), deutsche Politikerin (Bündnis 90/Die Grünen)
- Vanessa Gusmeroli (* 1978), französische Eiskunstläuferin

### H
- Vanessa Hegelmaier (* 1987), deutsches Fotomodell und Mannequin
- Vanessa Henke (* 1981), deutsche Tennisspielerin
- Vanessa Herzog (* 1995), österreichische Eisschnellläuferin und Inline-Speedskaterin
- Vanessa Hessler (* 1988), italienisches Fotomodel
- Vanessa Hinz (* 1992), deutsche Biathletin
- Vanessa Hudgens (* 1988), US-amerikanische Schauspielerin und Sängerin
- Vanessa Huppenkothen (* 1985), mexikanische Moderatorin und Model

### J
- Vanessa James (* 1987), französische Eiskunstläuferin
- Vanessa Johansson (* 1980), US-amerikanische Schauspielerin
- Vanessa Jopp (* 1971), deutsche Regisseurin
- Vanessa Jung (* 1980), deutsche Schauspielerin

### K
- Vanessa Kamga (* 1998), schwedische Diskuswerferin
- Vanessa Kapp (* 1993), Schweizer Unihockeyspielerin
- Vanessa Kasper (* 1996), Schweizer Skirennfahrerin
- Vanessa Kirby (* 1988), britische Schauspielerin
- Vanessa Koman (* 1984), US-amerikanische Schauspielerin
- Vanessa Kossen (* 1981 oder 1982), deutsche Fernsehmoderatorin
- Vanessa Krüger (* 1991), deutsche Schauspielerin

### L
- Vanessa Lachey (* 1980), US-amerikanische Schauspielerin und Moderatorin
- Vanessa Lapa, israelische Journalistin und Dokumentarfilm-Regisseurin
- Vanessa Lengies (* 1985), kanadische Schauspielerin
- Vanessa Loibl (* 1992), deutsche Theater-, Film- und Fernsehschauspielerin und Sprecherin
- Vanessa Low (* 1990), deutsch-australische Leichtathletin

### M
- Vanessa-Mae Vanakorn Nicholson (* 1978), thailändisch-britische Geigerin und Skirennläuferin
- Vanessa Mai (* 1992), deutsche Schlagersängerin
- Vanessa Marano (* 1992), US-amerikanische Schauspielerin
- Vanessa Marcil (* 1968), US-amerikanische Schauspielerin
- Vanessa Marquez (1968–2018), US-amerikanische Schauspielerin
- Vanessa Martini (* 1989), deutsche Fußballspielerin
- Vanessa Mason (* 1976), deutsch-US-amerikanische Sängerin und Tänzerin
- Vanessa da Mata (* 1976), brasilianische Sängerin
- Vanessa Maurischat (* 1973), deutsche Musikerin und Kabarettistin
- Vanessa Mballa (* 1992), kamerunische Judoka
- Vanessa Meisinger (* 1991), deutsche Fernsehmoderatorin
- Vanessa Menga (* 1976), brasilianische Tennisspielerin
- Vanessa Moharitsch (* 2002), österreichische Skispringerin
- Vanessa Mohnke (* 1980), deutsche Politikerin (SPD)
- Vanessa Morgan (* 1992), kanadische Schauspielerin und Sängerin
- Vanessa Müller (* 1994), deutsche Fußballspielerin
- Vanessa Müller (* 2000), deutsche Politikerin (Die Linke)
- Vanessa Joan Müller (* 1968), deutsche Kunsthistorikerin und Ausstellungskuratorin

### N
- Vanessa Nakate (* 1996), ugandische Klimaschutzaktivistin
- Vanessa Neigert (* 1992), deutsche Schlagersängerin
- Vanessa Neo Yu Yan (* 1987), singapurische Badmintonspielerin

### O
- Vanessa O’Brien (* 1964), britisch-amerikanische Bergsteigerin

### P
- Vanessa Paradis (* 1972), französische Schauspielerin, Sängerin und Fotomodell
- Vanessa Petruo (* 1979), deutsche Sängerin und Songwriterin

### R
- Vanessa Radman (* 1974), kroatische Schauspielerin
- Vanessa Raj (* 1996), malaysische Squashspielerin
- Vanessa Raw (* 1984), britische Duathletin und Triathletin
- Vanessa Ray (* 1981), US-amerikanische Schauspielerin
- Vanessa Redgrave (* 1937), britische Schauspielerin
- Vanessa del Rio (* 1952), US-amerikanische Unternehmerin, Model und Pornodarstellerin
- Vanessa Rottenburg (* 1985), deutsch-US-amerikanische Schauspielerin
- Vanessa Rousso (* 1983), US-amerikanische Pokerspielerin
- Vanessa Rubin (* 1957), US-amerikanische Jazzmusikerin

### S
- Vanessa Schwartz (* 1969/1970), chilenisch-kanadische Animatorin
- Vanessa Selbst (* 1984), US-amerikanische Pokerspielerin
- Vanessa Spínola (* 1990), brasilianische Siebenkämpferin
- Vanessa Springora (* 1972), französische Verlagslektorin
- Vanessa Struhler (* 1985), deutsche Sängerin
- Vanessa Allen Sutherland, US-amerikanische Juristin

### T
- Vanessa Taylor (* 1970), US-amerikanische Drehbuchautorin und Fernsehproduzentin
- Vanessa Trump (* 1977), US-amerikanische Schauspielerin und Model

### V
- Vanessa Veracruz (* 1987), US-amerikanische Pornodarstellerin und ‑regisseurin
- Vanessa Vidal (* 1974), französische Skirennläuferin
- Vanessa Voigt (* 1997), deutsche Biathletin
- Vanessa Vu (* 1991), deutsche Journalistin

### W
- Vanessa Wagner (Pianistin) (* 1973), französische Pianistin
- Vanessa Wagner (Judoka) (* 2002), deutsche Para-Judoka
- Vanessa Wahlen (* 1995), deutsche Fußballspielerin
- Vanessa Walder (* 1978), österreichische Buch- und Drehbuchautorin
- Vanessa Warwick, britische Musikproduzentin und Produktionsleiterin
- Vanessa Lynn Williams (* 1963), US-amerikanische Schauspielerin und Sängerin
- Vanessa Wolf (* 1969), deutsche Theaterwissenschaftlerin und Theaterregisseurin
- Vanessa Wolfram (* 1999), deutsche Radsportlerin
- Vanessa Wood (* 1983), US-amerikanische Elektroingenieurin
- Vanessa Wormer (* 1987), deutsche Journalistin
- Vanessa Wunsch (* 1971), deutsche Schauspielerin, Moderatorin und Synchronsprecherin

### Z
- Vanessa Ziegler (* 1999), deutsche Fußballspielerin
- Vanessa Zilligen (* 2001), deutsche Fußballspielerin
- Vanessa Zima (* 1986), US-amerikanische Schauspielerin
- Vanessa Zips (* 1995), österreichische Sängerin und Musicaldarstellerin

## Weiteres
- Vanessa, Künstlername der niederländischen Sängerin Connie Breukhoven
- Vanessa, Gattung der Edelfalter